# Catafo Saxum
Catafo Saxum est un rocher (saxum) situé à la surface de l'astéroïde (162173) Ryugu. Catafo est, dans le folklore cajun, le nom d'un garçon ayant intelligemment jalonné son itinéraire pour éviter de se perdre. 
Catafo Saxum définit le méridien origine sur Ryugu.